# Ursula Büschking
Ursula Büschking (ur. 23 września 1941 w Braniewie) – niemiecka łuczniczka, uczestniczka Letnich Igrzysk Olimpijskich w Monachium w 1972 roku.

## Życiorys
Największy życiowy sukces odniosła na mistrzostwach świata w łucznictwie w Yorku w Wielkiej Brytanii w 1971 roku. Uplasowała się wówczas za polską łuczniczką Marią Mączyńską na 4. miejscu, poprawiając rekord Niemiec.
Razem z Carlą Nolpą była pierwszą niemiecką łuczniczką na igrzyskach olimpijskich po II wojnie światowej (w latach 1924–1968 łucznictwo nie było rozgrywane na olimpiadzie). Zachodnioniemiecka drużyna łucznicza kupiła wówczas stroje konkursowe za własne pieniądze na krótko przed Olimpiadą w Monachium w 1972. Na igrzyskach zajęła 30 miejsce, uzyskując 2200 punktów.
Później została sędzią międzynarodowym. Poślubiła wieloletniego prezesa Niemieckiej Federacji Łuczniczej Haralda Dannowskiego. Pracowała jako urzędniczka w dzielnicy Nienburga Erichshagen w Dolnej Saksonii.